# Ringwall Kautenbach

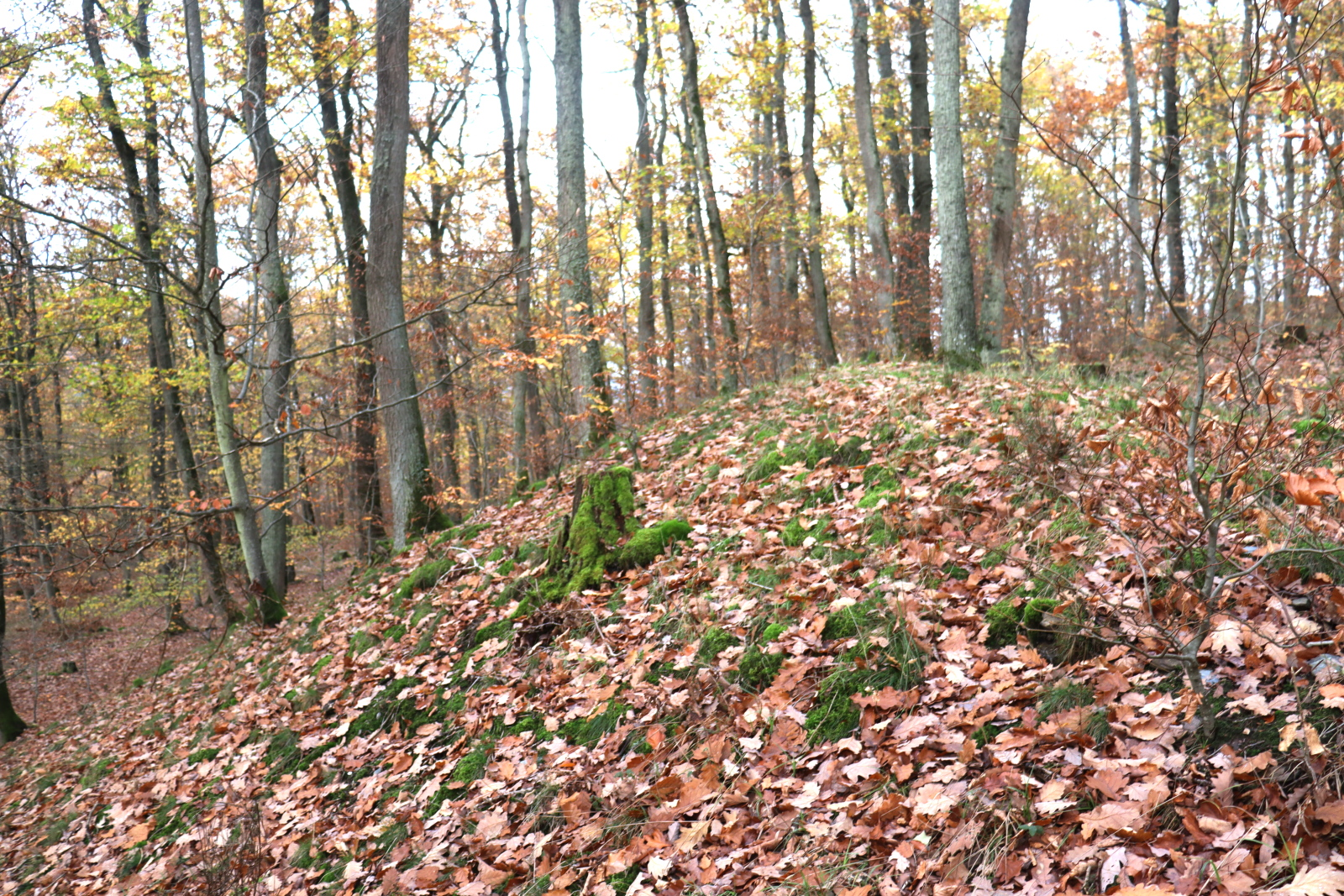
Teilbereich Westseite Ringwall Kautenbach.

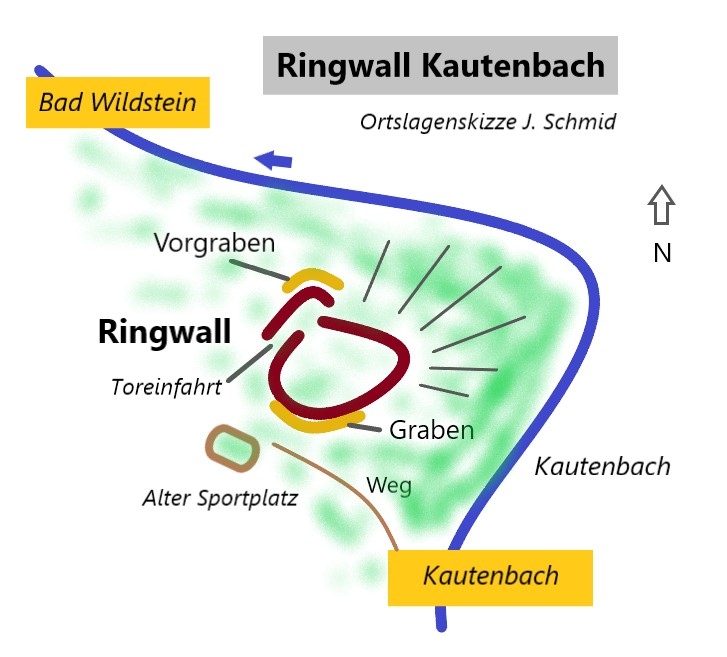
Ringwall auf einem Bergsporn an der Kautenbach zwischen den im Tal der Kautenbach gelegenen Orten Bad Wildstein und Kautenbach

Der Ringwall Kautenbach befindet sich 400 m nordwestlich des Ortes Kautenbach am Kautenbach und etwa 150 m nordöstlich vom alten Sportplatz. Er umschließt das Plateau auf dem in Richtung Nordosten ragenden Bergsporn über dem Tal des Kautenbachs.

## Geschichte
1973 entdeckte der Traben-Trarbacher Künstler und Heimatkundler Helmut Wendhut eine gut erhaltene Ringwallanlage auf der „Gottwertshöhe“, Jagen 4. In der Mittelmosel-Zeitungsausgabe von 1. September 1978 äußerte sich Wendhut zu dieser Anlage und fragte sich, ob diese keltisch sein könnte. Im März 1979 wurde dann die Anlage von Reinhard Koch vom Rheinischen Landesmuseum Trier vermessen.
Der Wallfuß der Anlage ist wegen der steilen Hänge an Süd-, Ost- und Nordseite nur schwer zu erkennen. Etwa in der Mitte der Westseite ist der Wall durch einen Einschnitt auf einer Höhe von 322 m zerstört. Vor der Wallrundung an der Südwestseite wurde ein 50 m langer, 8 m breiter und 0,80 m tiefer Graben festgestellt. Im südlichen steil abfallenden Gelände ist der Graben ein weiteres Stück hangabwärts angelegt. Im Mittelabschnitt wurde die Grabensenke von einem neuzeitlichen Weg überquert. An der Nordwestseite konnte der Zugang zur befestigten Anlage festgestellt werden. Das Tor wurde durch einen vorgelagerten Wall geschützt, so dass sich auf dem Weg zum Tor auf beiden Seiten Wälle befanden. Den Wall vor dem Tor riegelte wieder ein 4 m breiter und 0,90 m tiefer Graben vor einer gegenüber etwas höher liegenden Felsrippe ab. Das Plateau, auf dem sich die Anlage befindet, ist von Westen nach Osten geneigt.

## Bilder

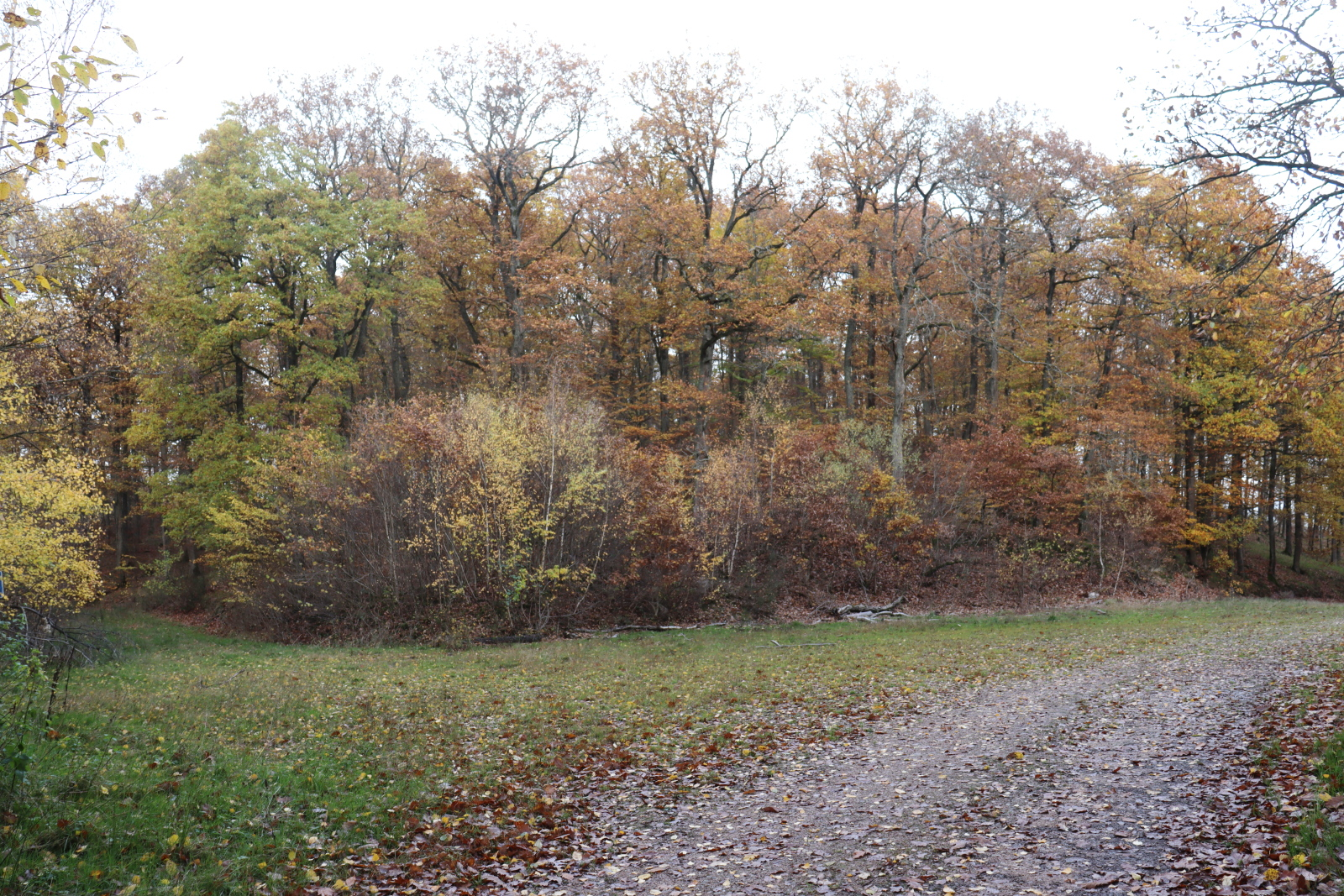
Blick vom alten Sportplatz Kautenbach auf die Südseite des Ringwallgeländes.
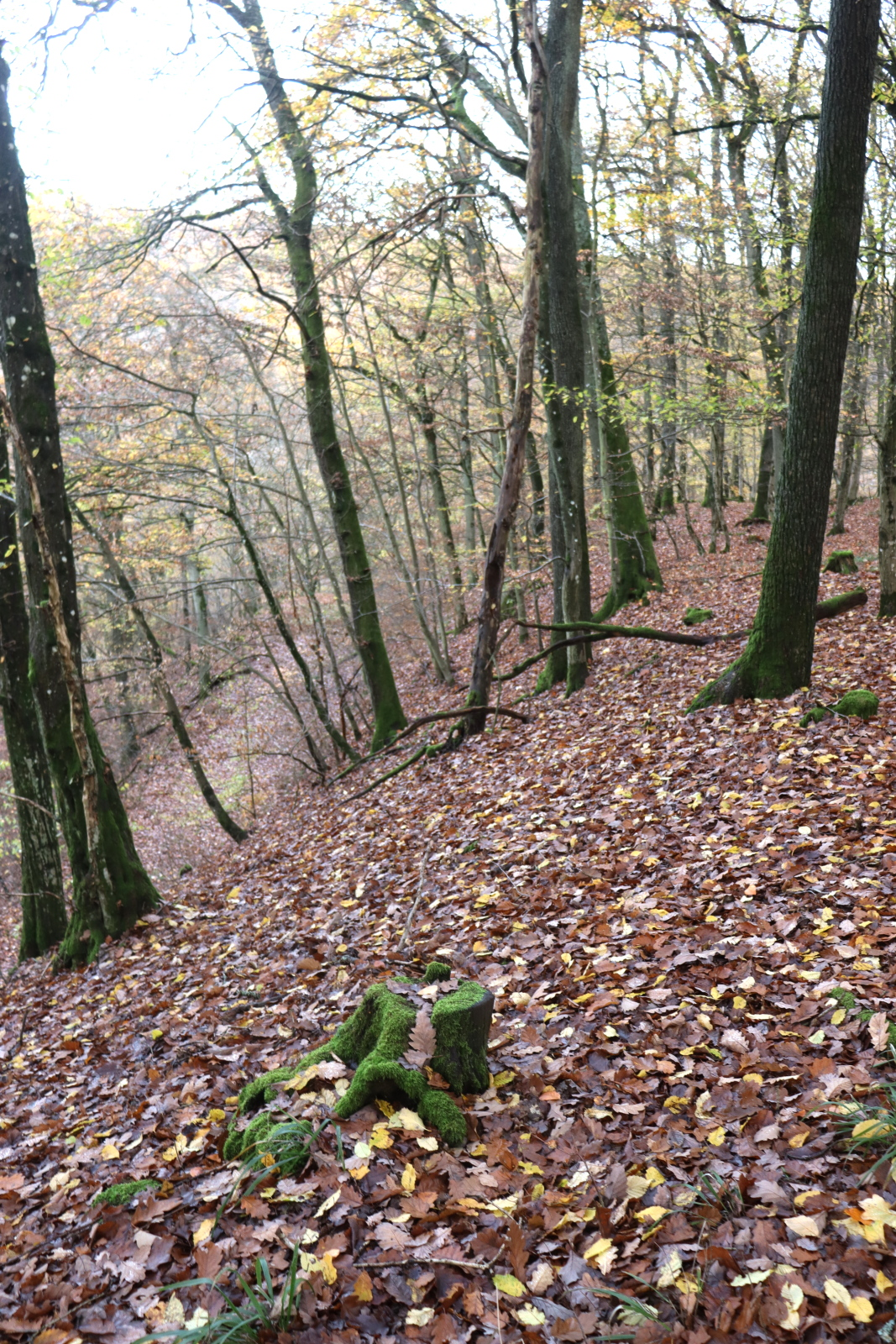
Ringwall Kautenbach Teilbereich Ostseite.
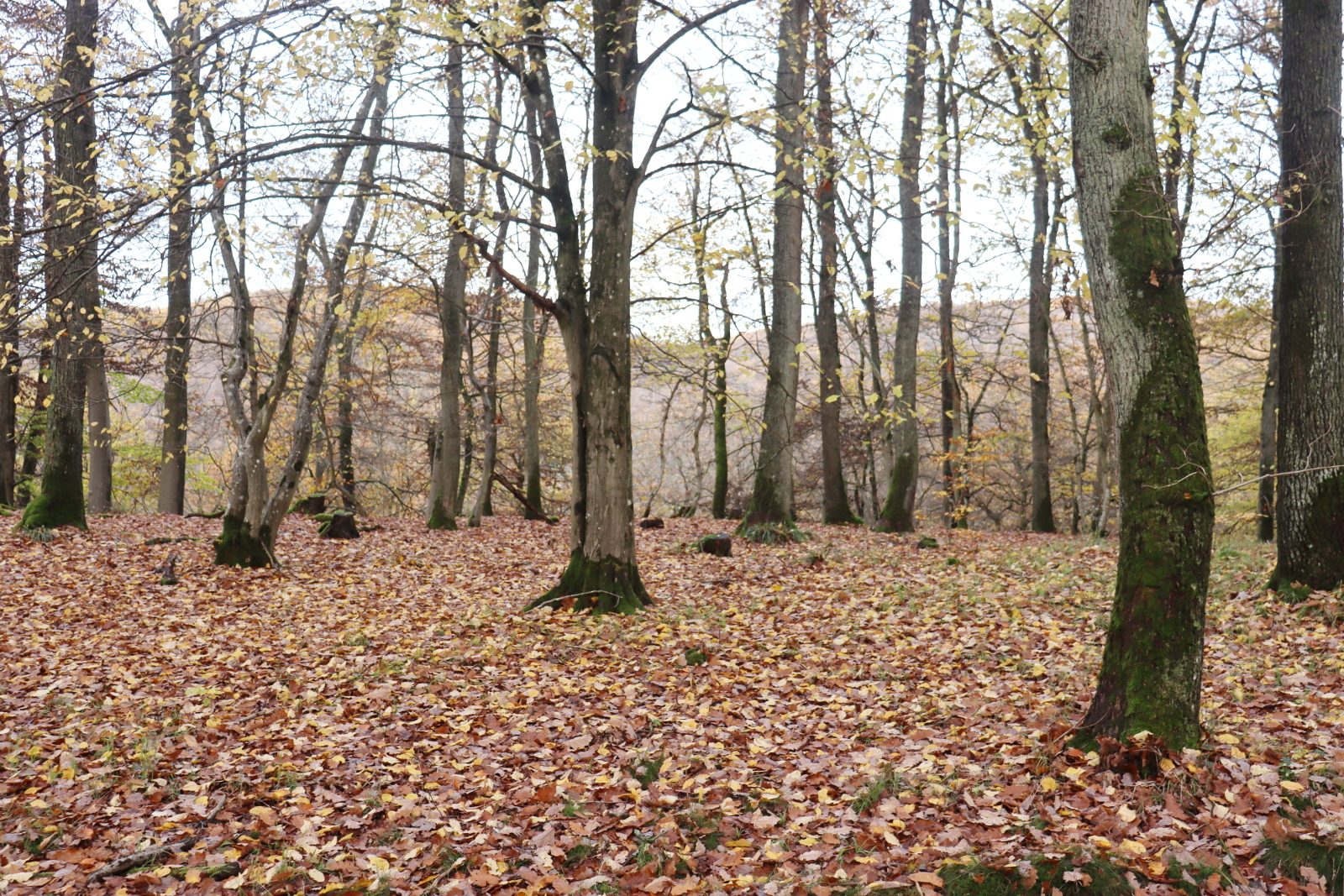
Ringwall Kautenbach Teilbereich Gipfelplateau.
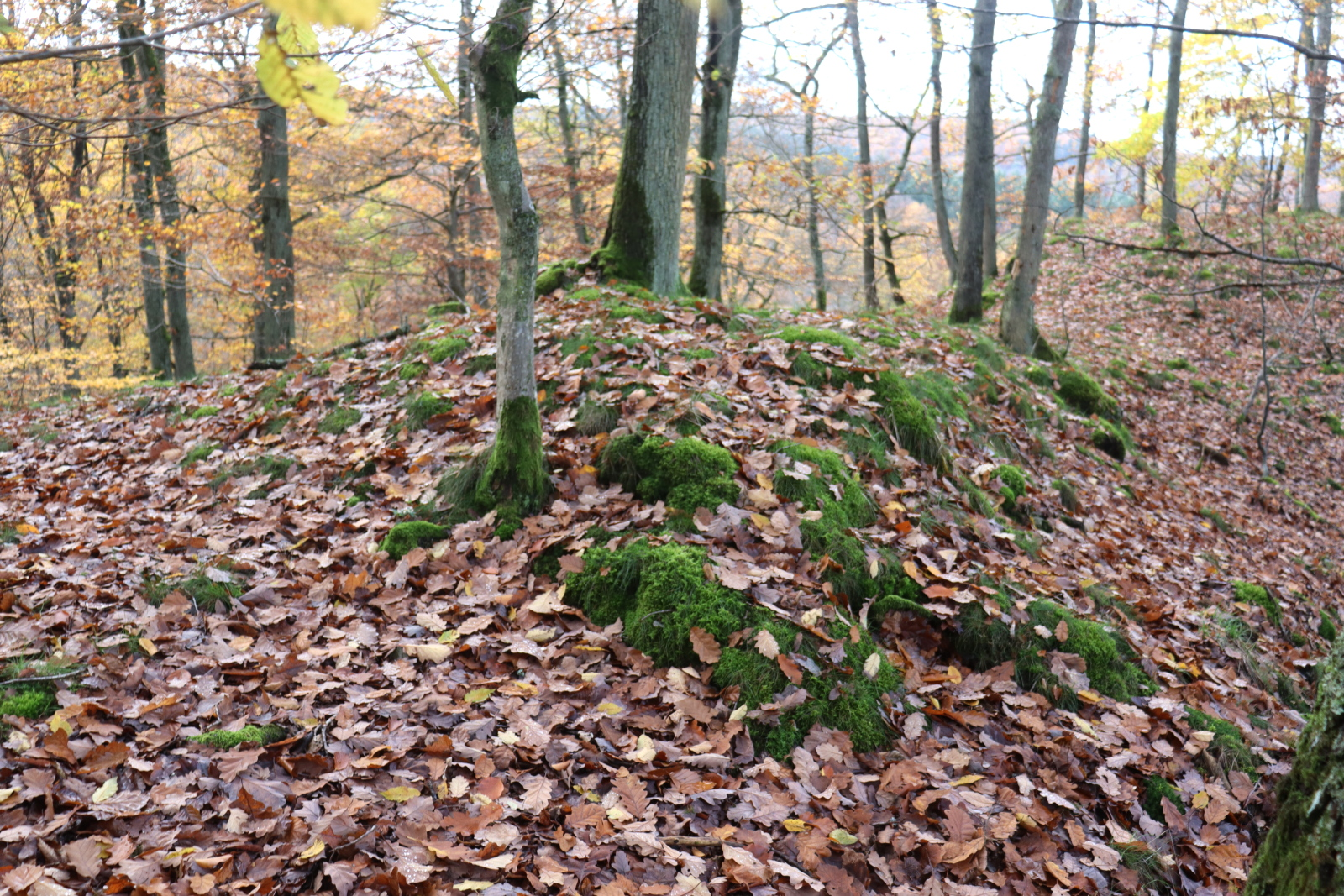
Ringwall Kautenbach Teilbereich des ehemaligen Tores Blickrichtung Norden.
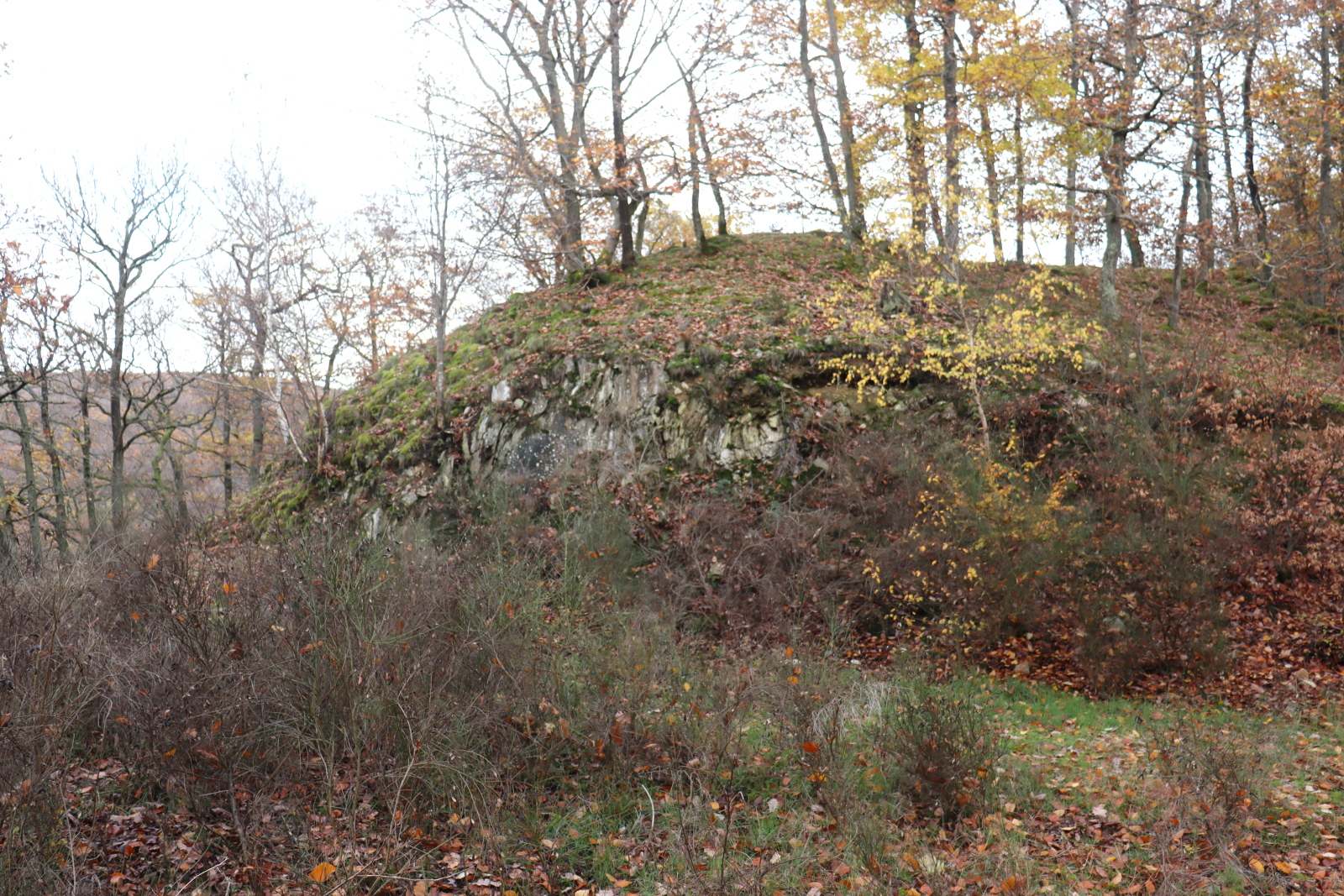
Bergsporn im Ringwallbereich  Kautenbach mit weitem Rundumblick.
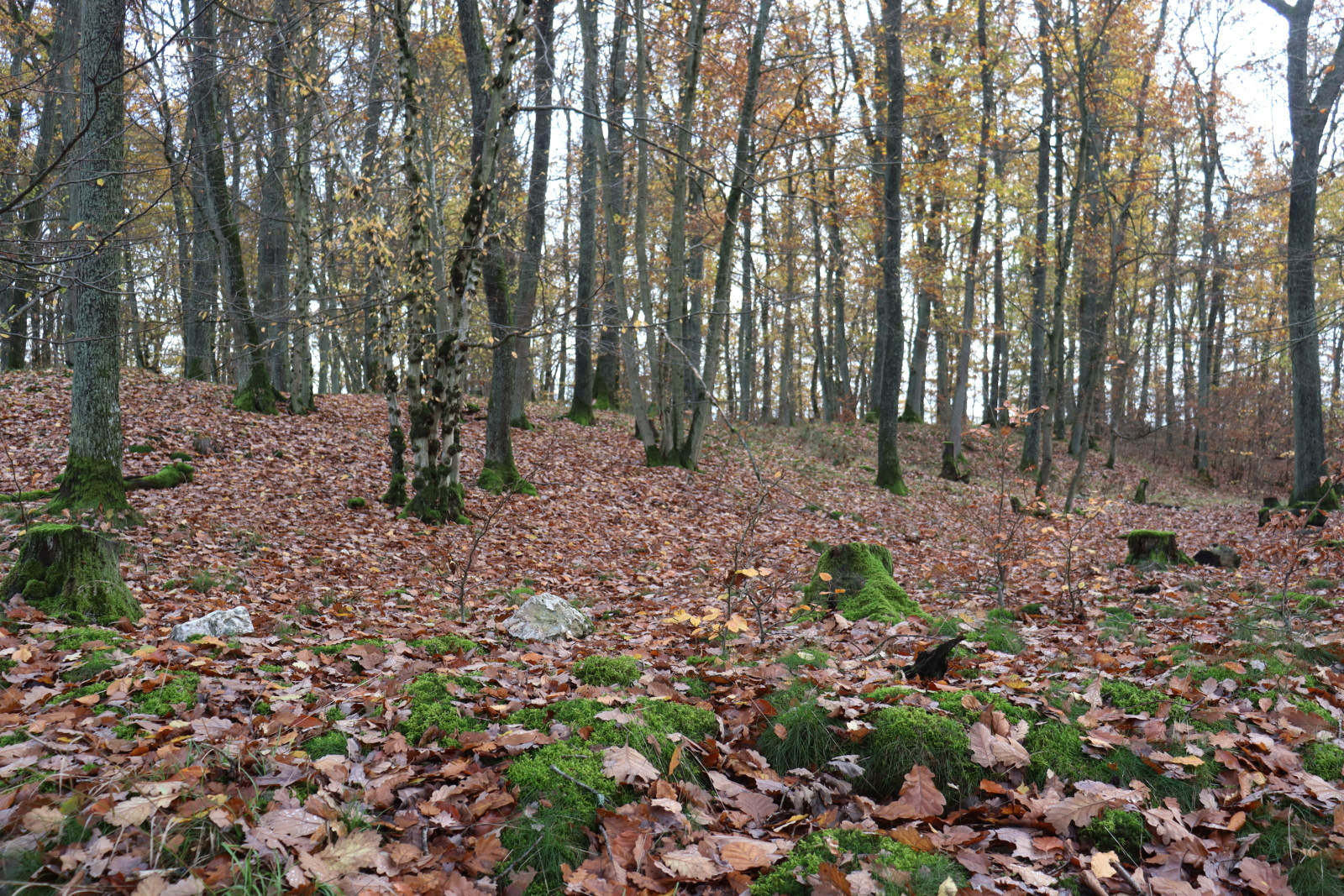
Ringwall Kautenbach am Torbereich mit Blick Richtung östlichen Innenbereich.
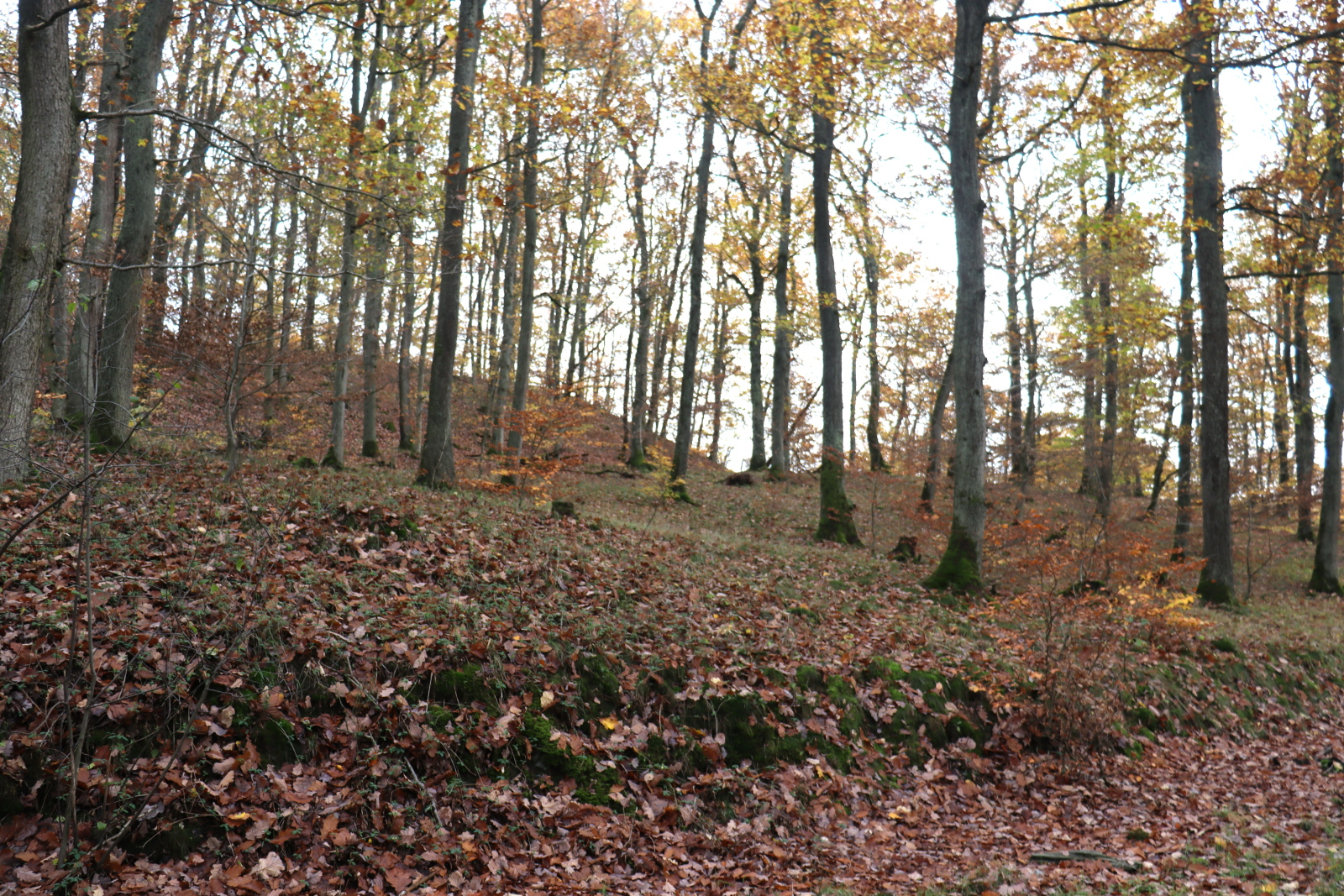
Ringwall Kautenbach vom Zufahrtsweg auf der Westseite.